# Małgorzata Tracz

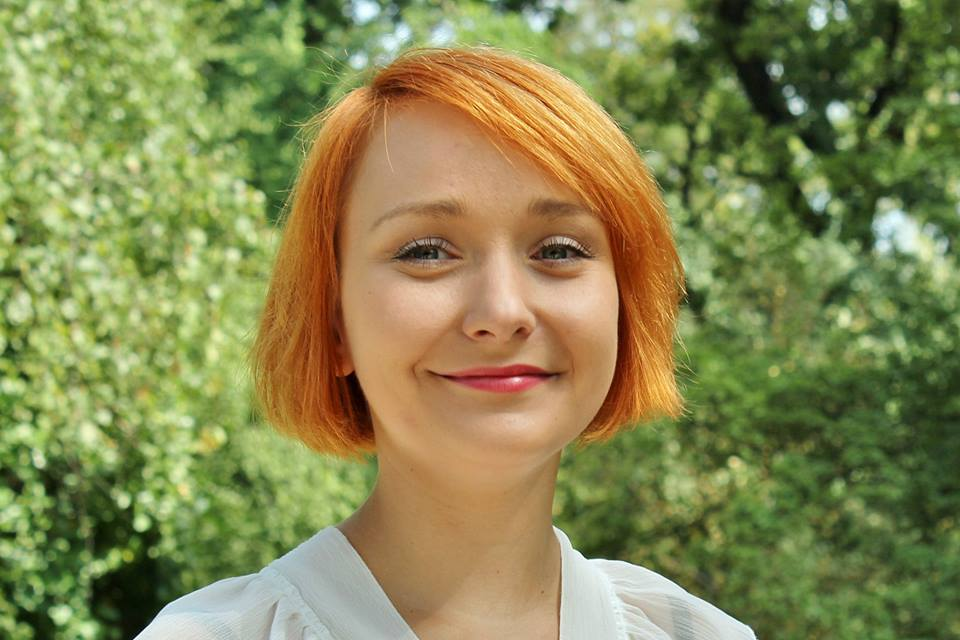
Małgorzata Tracz (2017)

Małgorzata Elżbieta Tracz (* 8. Dezember 1985 in Bolesławiec) ist eine polnische Politikerin. Seit 2015 ist sie eine der Vorsitzenden der politischen grünen Partei Zieloni.

## Leben
Tracz studierte an der Universität Breslau Polnistik und internationale Beziehungen. Nach dem Studienabschluss arbeitete sie mehrere Jahre in einem internationalen Unternehmen. Derzeit unterrichtet sie an der Universität Breslau.
Bei der Wahl zu Stadtpräsidenten von Breslau im Oktober 2018 bewarb sie sich für die Partia Zieloni als Nachfolgerin des langjährigen Stadtoberhaupts Rafał Dutkiewicz, der nicht mehr antrat. Sie erreichte aber mit 1,4 % lediglich die siebtmeisten Stimmen beim Wahlsieg von Jacek Sutryk. Nachdem sich die Partia Zieloni vor der Parlamentswahl 2019 dem Wahlbündnis Koalicja Obywatelska angeschlossen hatte, wurde sie als eine von drei Grünen in den Sejm gewählt.